# A・S・A・ハリスン
A・S・A・ハリスン（A. S. A. Harrison、本名：スーザン・ハリスン〈Susan Harrison〉、1948年 - 2013年4月14日）は、カナダの作家、アーティスト。トロントにヴィジュアル・アーティストの夫ジョン・マッシー (John Massey) と暮らしていた。
1960年代にダンサーのマーガレット・ドレーグとコラボレーションする際にA・S・A・ハリスンという名前を決めた。トロントの出版社で組版の仕事に就き、何作かのノンフィクションの出版に携わった。
2013年6月に刊行された処女作、サイコスリラー作品の『妻の沈黙』（原題：The Silent Wife ）が批評家らに絶賛された。徐々に崩壊していく夫婦の結婚生活が描かれており、ドメスティック・ノワールのジャンルにも属する。刊行前の4月にハリスンは癌で65歳で死去した。

## 作品リスト
- 妻の沈黙 The Silent Wife （ 2013年6月 /  2014年8月 早川書房 山本やよい訳）